# 佐里亞 (瓦西利基夫卡區)
48°12′18″N 35°54′44″E / 48.20500°N 35.91222°E
佐里亞（烏克蘭語：Зоря），是烏克蘭的村落，位於該國中部第聶伯羅彼得羅夫斯克州，由瓦西利基夫卡區負責管轄，分別距離佩特里基夫卡1公里和多利纳2公里，2001年人口285。